# Symbole materiałów do recyklingu
W celu uproszczenia recyklingu wprowadzono dedykowane oznaczenia ułatwiające rozpoznanie różnych materiałów.
Każdy znak zbudowany jest z trzech strzałek, tworzących trójkąt, z grotami skierowanymi zgodnie z ruchem wskazówek zegara. Wewnątrz trójkąta może znajdować się liczba, a pod trójkątem umieszczany jest skrót literowy. Oznaczenia identyfikują materiał, z którego został wykonany dany element.
| Symbol          | Skrót    | Nazwa                                                |
| --------------- | -------- | ---------------------------------------------------- |
| 1-PETE          | PET      | poli(tereftalan etylenu)                             |
| 2-HDPE          | PE-HD    | polietylen wysokiej gęstości                         |
| 3-V             | PVC, PCW | poli(chlorek winylu)                                 |
| 4-LDPE          | PE-LD    | polietylen niskiej gęstości                          |
| 5-PP            | PP       | polipropylen                                         |
| 6-PS            | PS       | polistyren                                           |
| 7-OTHER         | OTHER    | Inne (m.in. nylon, szkło akrylowe, ABS, poliwęglany) |
| 20-PAP          | PAP      | tektura falista                                      |
| 21-PAP          | PAP      | tektura                                              |
| 22-PAP          | PAP      | papier                                               |
| 40-FE           | FE       | stal                                                 |
| 41-ALU · 41-ALU | ALU      | aluminium                                            |
| 50-FOR          | FOR      | drewno                                               |
| 51-FOR          | FOR      | korek                                                |
| 60-TEX          | TEX      | bawełna                                              |
| 61-TEX          | TEX      | juta                                                 |
| 70-GL           | GL       | szkło bezbarwne                                      |
| 71-GL           | GL       | szkło zielone                                        |
| 72-GL           | GL       | szkło brązowe                                        |
| 84-C/PAP        | C/PAP    | kompozyt / papier i tektura / plastik / aluminium    |
| 90-C/LDPE       | C/LDPE   | kompozyt / polietylen / aluminium                    |